# Erwin, New York
Erwin är en kommun (town) i Steuben County i delstaten New York. Vid 2020 års folkräkning hade Erwin 8 095 invånare.